# Englische Badmintonmeisterschaft 2010
Die Englische Badmintonmeisterschaft 2010  fand vom 5. bis zum 7. Februar 2010 in Manchester statt.

## Austragungsort
- Manchester Velodrome

## Medaillengewinner
| Disziplin    | Gold                            | Silber                             | Bronze                               |
| ------------ | ------------------------------- | ---------------------------------- | ------------------------------------ |
| Herreneinzel | Rajiv Ouseph                    | Carl Baxter                        | Andrew Smith                         |
| Herreneinzel | Rajiv Ouseph                    | Carl Baxter                        | Harry Wright                         |
| Dameneinzel  | Elizabeth Cann                  | Helen Davies                       | Sarah Milne                          |
| Dameneinzel  | Elizabeth Cann                  | Helen Davies                       | Nicola Cerfontyne                    |
| Herrendoppel | Nathan Robertson Anthony Clark  | Chris Adcock Robert Blair          | Andrew Ellis Dean George             |
| Herrendoppel | Nathan Robertson Anthony Clark  | Chris Adcock Robert Blair          | Chris Langridge Robin Middleton      |
| Damendoppel  | Jenny Wallwork Gabrielle White  | Mariana Agathangelou Heather Olver | Helen Davies Samantha Ward           |
| Damendoppel  | Jenny Wallwork Gabrielle White  | Mariana Agathangelou Heather Olver | Alyssa Lim Kate Robertshaw           |
| Mixed        | Nathan Robertson Jenny Wallwork | Anthony Clark Heather Olver        | Robin Middleton Mariana Agathangelou |
| Mixed        | Nathan Robertson Jenny Wallwork | Anthony Clark Heather Olver        | Chris Adcock Gabrielle White         |

## Finalergebnisse
| Disziplin    | Sieger                          | Finalist                           | Ergebnis           |
| ------------ | ------------------------------- | ---------------------------------- | ------------------ |
| Herreneinzel | Rajiv Ouseph                    | Carl Baxter                        | 21–15, 13–21, 21–7 |
| Dameneinzel  | Elizabeth Cann                  | Helen Davies                       | 23–21, 21–15       |
| Herrendoppel | Nathan Robertson Anthony Clark  | Robert Blair Chris Adcock          | 21–14, 21–19       |
| Damendoppel  | Jenny Wallwork Gabrielle White  | Mariana Agathangelou Heather Olver | 21–19, 21–23 21–11 |
| Mixed        | Nathan Robertson Jenny Wallwork | Anthony Clark Heather Olver        | 21–15, 21–11       |